# Раул Дофрен дьо ла Шевальори
Раул Дофрен дьо ла Шевальори (на френски: Raoul Constantin Joseph Ghislain Daufresne de la Chevalerie) е белгийски спортист и треньор.
Роден е на 17 март 1881 в Брюж и почива на 25 ноември 1967 в Юкел. Състезава се в няколко спорта на Летните олимпийски игри през 1920 г. в Антверпен, като печели бронзов медал в дисциплината хокей на трева.
Футболист е на ФК „Серкъл Брюж“ от 1903 до 1907 г., като през последните 2 сезона става президент на клуба. Впоследствие продължава професионалната си кариера като член на управителния съвет на конкурентния отбор ФК Брюж в периода от 1908 до 1912 година.
Освен футбол практикува конен спорт, хокей на трева и тенис. По време на летните олимпийски игри през 1920 г. в Антверпен е треньор на Белгийския национален отбор по футбол, като под негово ръководство отбора става олимпийски шампион. Като състезател участва на хокей на трева и тенис.
По време на военната мобилизация на Белгия през 1939 г. във втората световна война е командир на 17-а дивизия. След като Нацистка Германия окупира Белгия е пленен, но успява да избяга във Великобритания, където през 1941-1942 г. поема командването на Свободните белгийски сили и е произведен в чин генерал-лейтенант.
След края на войната за кратко време през 1946 е военен аташе в Чехословакия, а впоследствие се пенсионира.